# 腺苞金足草
腺苞金足草（学名：Strobilanthes glandibracteata）是爵床科紫云菜属的植物，是中国的特有植物。分布在中国大陆的广西等地，目前尚未由人工引种栽培。

## 别名
腺苞马蓝（广西植物）

## 种下等级
- Strobilanthes glandibracteata D. Fang et H. S. Lo